# Rhomboptila epona
Rhomboptila epona là một loài bướm đêm trong họ Geometridae.